# 金興銖
金興銖（1983年5月19日—），英語：Kim Heung-soo，韓國男演員，名字常被音譯為金興秀。

## 演出作品

### 電視劇
- 1999年：KBS2《學校2（朝鲜语：학교 2 (드라마)）》飾演 樸香洙
- 2000年：MBC  《吉布斯家族（朝鲜语：깁스가족）》 飾演 俊赫
- 2000年：MBC 《家族榮耀》 （页面存档备份，存于）
- 2000年：KBS2《RNA》 （页面存档备份，存于） 飾演 具成
- 2000年：SBS 《@Golbaengi（朝鲜语：골뱅이  (시트콤)） 》
- 2002年：KBS2《戲劇城–美麗青春（朝鲜语：아름다운 청춘） 》 飾演 韓康杓
- 2002年：SBS 《認真生活（朝鲜语：똑바로 살아라 (시트콤)） 》 飾演 香洙
- 2004年：KBS2《比花還美》飾演 金在秀
- 2004年：KBS2《戲劇城–似曾相識（朝鲜语：데자뷰 (드라마)） 》 飾演 朴東九
- 2004年：KBS2《海神》飾演 鄭年
- 2005年：SBS   《露露公主》飾演 金燦浩
- 2005年：SBS   《Banjun Drama -睡公主》
- 2005年：SBS   《Banjun Drama -愛病毒》
- 2005年：SBS   《Banjun Drama -照相手機》
- 2005年：SBS   《Banjun Drama -愛的回憶》
- 2007年：KBS2《戲劇城–Gap》 飾演 永京
- 2007年：MBC 《蘿蔔泡菜》飾演 鄭東植
- 2008年：MBC 《Life特別調查組》飾演 孔哲洙
- 2009年：KBS2《天下無敵李平岡》飾演 齊永柳
- 2010年：KBS2《總統》飾演 紀秀燦
- 2011年：KBS2《Drama Special－完美間諜（朝鲜语：완벽한 스파이）》飾演 金赫範
- 2014年：KBS2《Drama Special－18歲》飾演 韓錫賢
- 2014年：OCN 《神的測驗4》飾演 李鍾碩（特別出演-第5集）
- 2014年：MBC 《巡夜人日記》飾演 崎山君
- 2014年：KBS2《甜蜜的秘密》飾演 千成雲
- 2018年：MBC 《生死決斷羅曼史》飾演 崔韓成（特別出演-第1集）
- 2019年：KBS2《優雅的母女》飾演 具海俊
- 2021年：Olleh TV《犯罪拼圖》飾演 姜大勛 （特別出演-第1集）
- 2024年：KBS2《狗之聲》飾演 盧秀峰（特別出演）

### 電影
- 2002年：《Over The Rainbow / 跨越彩虹》飾演 李俊洙
- 2003年：《Romantic Assassin/浪漫刺客》
- 2007年：《熱情似火》飾演 元熙
- 2008年：《爸爸，瑪麗和我》飾演 裴建成
- 2010年：《爸爸喜歡女人》飾演 榮耀
- 2010年：《壞人好夢》飾演 尹成
- 2010年：《愛情中毒 / 無法忍受》飾演 東柱
- 2017年：《保齡球金光閃閃/Bowling Bling》飾演 熙俊 (無障礙短片)

### 綜藝節目
- 2002年：MBC  《達成目標！週六（朝鲜语：목표달성! 토요일）》
- 2002年：MBC  《姜虎東的天生缘分（朝鲜语：강호동의 천생연분）》
- 2003年：SBS     《X-Man》 第7、8、9、10集
- 2004年：KBS2《歡樂在一起》（課室）
- 2008年：SBS   《金廷恩的巧克力》 宣傳電影《爸爸,瑪麗和我》
- 2010年：KBS2《歡樂在一起》(汗蒸房) 宣傳電影《無法忍受》
- 2010年：KBS2《歡樂在一起》(汗蒸房) 宣傳劇集《總統》
- 2010年：SBS   《堅強的心》 第47集
- 2021年：IHQ    《領袖的浪漫/리더의 로맨스》
- 2021年：MBC  《蒙面歌王/복면가왕》
- 2022年：A頻道《媽媽的旅行,我喜歡高斗心/엄마의 여행, 나는 고두심》 第9集

### 歌曲
- 2008：《Come Back/돌아와 줘》（김흥수）
- 2008：《我們去哪裡/어디로 갈까》（김흥수·김상중·유인영）
- 2008：《今天下午/오늘 오후》（김흥수）
- 2021：《美麗的事實/아름다운 사실》（김흥수）
- 2021：《紅綠燈/신호등》（김흥수·춘자）

### MV
- 1999年：See U《Love story》
- 2004年：SG Wannabe《Don't Know Why》（與高準熹）
- 2005年：M TO M《三個字母/세글자》（與鄭少英、河錫辰）
- 2006年：KCM《太陽的眼淚/태양의 눈물》（與蘇怡賢）
- 2006年：KCM《致最後的恩英/마지막 은영이에게》（與蘇怡賢）
- 2010年：Bebe Mignon《我只做對你好的事/잘해준것 밖에 없는데》
- 2014年：阿里《彈出/펑펑》
- 2017年：NO.11(11호)《B1》

### 獎項
- 2004年：以《比花還美》奪得「KBS演技大賞」最佳男配角

## 外部連結
- 在電視劇《露露公主》中，他一脫清純愛情形象，變身男強人。 （页面存档备份，存于） 
- 金興銖在《逆轉劇》中變身硬漢 （页面存档备份，存于） 
- 金亞中“最佳演技搭檔是金興銖” 
- 金興銖在“金正恩的巧克力”中，展示了他的吉他技巧 （页面存档备份，存于） 
- 金興銖，20歲的人生故事 （页面存档备份，存于） 
- 《天下無敵李平崗》中第一個反派挑戰金興銖 （页面存档备份，存于） 
- 金興銖，角色時尚新挑戰 （页面存档备份，存于） 
- 李娜英推薦的《友情登場》金興銖 （页面存档备份，存于） 
- 《爸爸喜歡女人》金興銖的演技持續受到好評 （页面存档备份，存于） 
- 金興銖「青春是碰撞與破碎的時光」 （页面存档备份，存于） 
- 金興銖對“是喜歡女人的演員”的誣告... “說不！” （页面存档备份，存于） 
- 奔跑、撕裂、卡住…… 金興銖的動作掙扎 （页面存档备份，存于） 
- 多刺男金興銖變身間諜角色 （页面存档备份，存于） （页面存档备份，存于） 
- “間諜”金興銖“脫下西裝後演技會發生變化” 
- 金興銖「演戲16年..現在想成為演員」 （页面存档备份，存于） 
- 演員金興銖8月入伍……他是一名“公共服務工作者” （页面存档备份，存于）
- 金興銖確定出演電視劇《18歲》男主... （页面存档备份，存于）
- 獨幕劇《18歲》金興銖回歸，“我想演戲 ” （页面存档备份，存于）
- 《守夜人日記》中變身為軟弱瘋狂的國王 （页面存档备份，存于）
- 金興銖，演員是不折不扣地克服自己的人 （页面存档备份，存于）
- 演員金興銖第2幕 （页面存档备份，存于）
- 即使難過，即使迷路，也不會後悔 （页面存档备份，存于）
- 成為中級演員20年的金興銖現在情況如何？ （页面存档备份，存于）
- 演員金興銖時隔3年重返家庭影院的信號！《生死羅曼史》特別登場！ （页面存档备份，存于）
- 演員金興銖提及拍攝處女作《學校2》時說：“有時因為怕長高，所以坐下來睡覺。” （页面存档备份，存于）

1. ↑  鄭俊鎬 佩甄搞曖昧 金興銖傻眼 （页面存档备份，存于） 自由電子報